# Saša Kranjc
Saša Kranjc , poročena Vesel, slovenska atletinja, * 13. junij 1963, Ljubljana.

## Športna kariera
Saša Kranjc je bila ena izmed najboljših slovenskih tekačic na kratke proge v obdobju med letoma 1980 in 1985. Tekla je na razdaljah 60, 100, 200 in 4 x 100 metrov. Bila je članica slovenske in jugoslovanske državne reprezentance. Postavila je več državnih (slovenskih in jugoslovanskih) rekordov na omenjenih razdaljah. Kariero je predčasno zaključila zaradi poškodbe na Evropskem dvoranskem prvenstvu v Atenah leta 1985.
Bila je članica atletskega kluba AK Olimpija, ki je v tistih časih doživljal svoje največje uspehe. Stebri takratnega rodu AK Olimpija so bili poleg Saše Kranjc tudi: Sašo Apostolovski - skok v višino,  Nataša Seliškar - 400 m ter prihajajoči mladi rod Brigita Bukovec - 100 m z ovirami. V času njene atletske kariere sta jo trenirala dva trenerja: Borut Lampič in Jure Kastelic
Leta 1983 je bila izbrana za najboljšo mlado atletinjo Jugoslavije

## Največji uspehi

### Osebni rekordi
- 60 m - 7,42 s
- 100m - 11,69 s
- 200 m - 23,74 s

### Rezultati tekmovanj
- 3. mesto v disciplini 200 m - Balkanske atletske igre, Izmir 1983
- 2. mesto z jugoslovansko štafeto 4x100 m - Balkanske atletske igre, Izmir 1983
- 3. mesto z jugoslovansko štafeto 4x100 m - Sredozemske igre, Casablanca 1983

## Nadaljnja pot
Po zaključku športne kariere se je posvetila pedagoškemu poklicu. Trenutno poučuje na Gimnaziji Šiška, kjer skrbi za Rokometne oddelke.